# Haestasaurus
Haestasaurus ("Haestův ještěr"; podle náčelníka saského kmene) byl býložravý sauropodní dinosaurus, žijící v období spodní křídy, asi před 140 miliony let. Je také historicky prvním druhohorním dinosaurem, u něhož byl objeven fosilní otisk kůže.

## Historie
Fosilie tohoto dinosaura byly objeveny již roku 1852 v Anglii (Východní Sussex). Fosilie byla nejdříve pojmenována "Pelorosaurus becklesii" lékařem a amatérským paleontologem Gideonem Algernonem Mantellem, teprve v roce 2015 však bylo stanoveno nové rodové jméno Haestasaurus v popisné studii. Objeveny byly fosilní části končetin a také otisk kůže dinosaura. Pažní kost dlouhá rovných 60 centimetrů naznačuje, že šlo o menšího sauropoda o délce asi kolem 6 až 7 metrů.

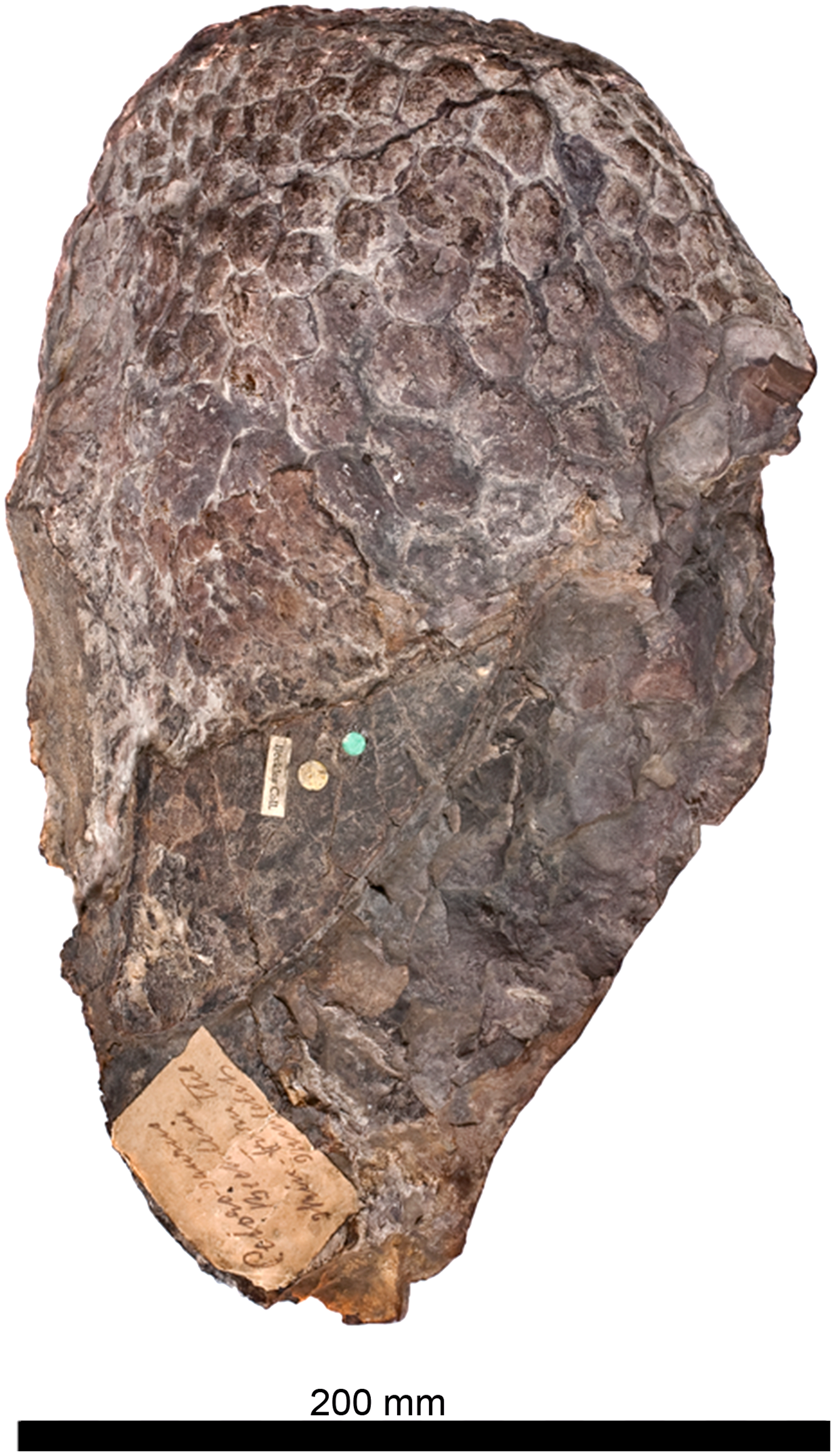
Haestasaurus - fosilní otisk kůže

## Zařazení
Haestasaurus byl pravděpodobně zástupcem kladu Macronaria a blízkým vývojovým příbuzným rodů Camarasaurus, Janenschia a Tehuelchesaurus.